# Васильковщина
Васильковщина (укр. Васильківщина) — село,
Гречкинский сельский совет,
Кролевецкий район,
Сумская область,
Украина.
Код КОАТУУ — 5922682202. Население по переписи 2001 года составляло 28 человек.

## Географическое положение
Село Васильковщина находится в 2-х км от левого берега реки Эсмань,
в 1,5 км от села Белогривое.
Село окружено лесным массивом (сосна).
Рядом проходят автомобильная дорога Т-1907 и
железная дорога, станция Пиротчино в 1,5 км.